# Opération Source

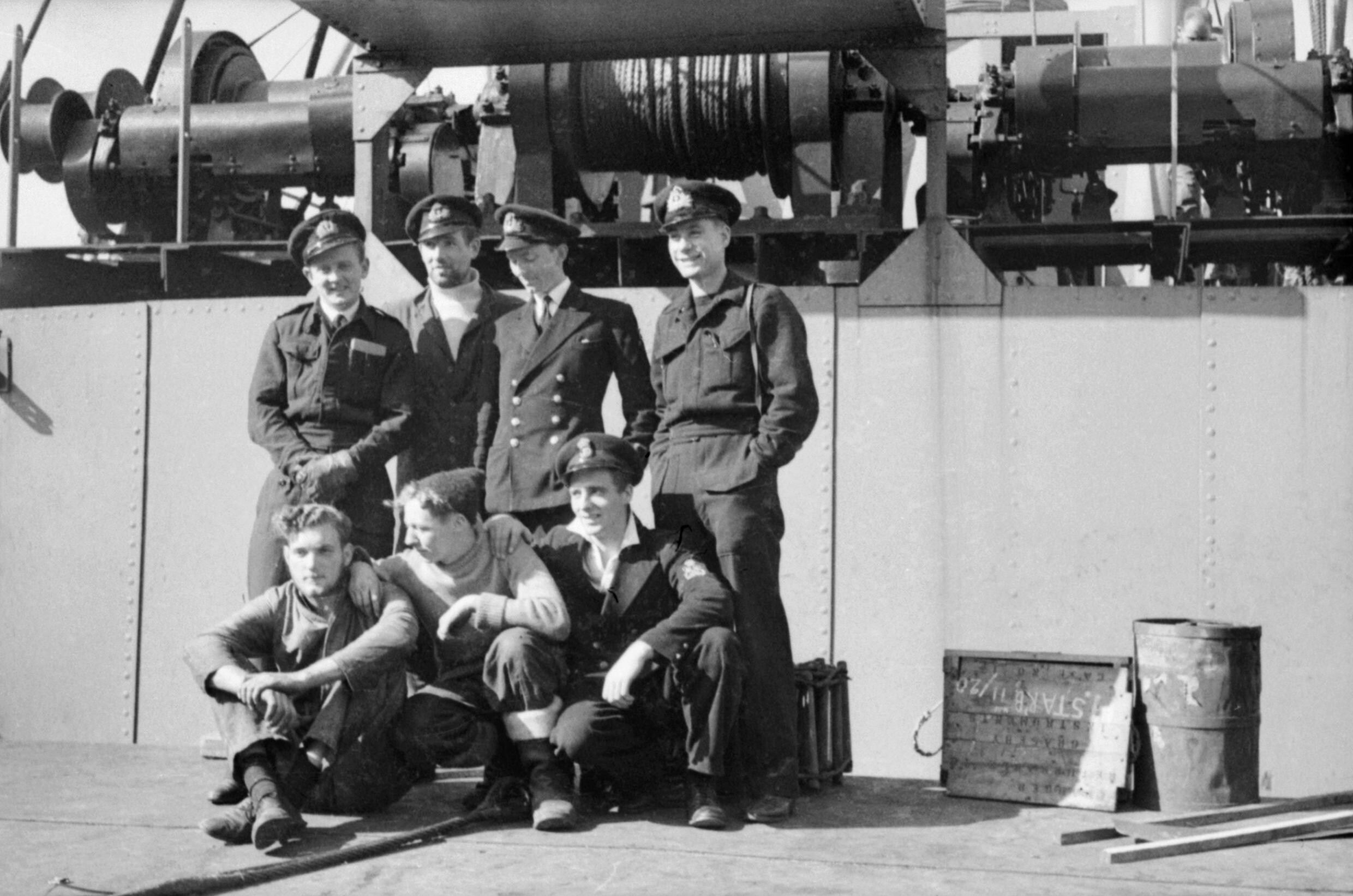
Equipage de sous-marinier de la Royal Navy du sous-marin RNVR, X 5, auteur de l'attaque réussie contre le TIRPITZ à Alten Fjord.

L’opération Source a lieu pendant la Seconde Guerre mondiale, en septembre 1943. Les Britanniques attaquent les nazis en Norvège à l'aide de sous-marins miniatures.
Cette opération fait suite à l'infructueuse opération Title au cours de laquelle les britanniques tentèrent de couler le Tirpitz avec des torpilles pilotées "chariot" copiées sur les matériels italiens (les SLC "Maiali") qui avaient très gravement endommagé les HMS Valiant et HMS Queen Elizabeth fin 1941 à Alexandrie. L'opération Title avait été victime du mauvais temps, le modeste chalutier norvégien Arthur avec un équipage de résistants norvégiens ayant été tellement malmené par la tempête entre les iles Shetland et la Norvège que les torpilles avaient été arrachées de leurs fixations sous la coque. Les commandos avaient dû effectuer un difficile retour à pied et à skis, à travers la Norvège occupée et la Suède neutre.

## Historique
Ce fut une opération menée par des sous-marins X britanniques (Midget submarine). Il s'agit de sous-marins miniatures, embarquant quatre hommes : le commandant, au périscope, un premier lieutenant, aux machines, un plongeur et un matelot à la barre de direction. Le tonnage de ces appareils atteignait 35 tonnes pour une longueur de 16 m et un diamètre de 1,65 m. La vitesse maximale en surface était de 6 nœuds et de 4,5 en plongée. À l'avant, se trouvaient la timonerie et les appareils de contrôle de direction et de profondeur et le périscope. Venaient ensuite un sas, permettant au plongeur de sortir pour couper les éventuels filets anti-sous-marins ; puis à l'arrière du sous marin, le moteur Diesel (dérivé marinisé de celui équipant les bus à étage londoniens) et les batteries de plongée, contrôlées par le second lieutenant.
L'armement se composait de deux charges explosives latérales de deux tonnes chacune, à mise à feu contrôlée par horlogerie, et pouvant être larguées de l'intérieur.
Ces petits bâtiments étaient théoriquement capables d'affronter la haute mer et de traverser seuls l'Atlantique nord. Cependant, cette traversée aurait épuisé les équipages, aussi il fut décidé de faire tracter les sous-marins X par des sous-marins conventionnels jusqu'aux côtes norvégiennes. Après essais, la remorque choisie fut une corde en chanvre de Manille avec, à l'intérieur, un câble téléphonique, afin de faire communiquer les deux sous-marins. Des flotteurs en bois de balsa étaient disposés le long de cette remorque de 200 mètres, afin de l'alléger. La traversée devait, de toute façon, s'effectuer en immersion, l'eau pénétrant dans les sous-marins X à la moindre houle.
Trois variantes de l'opération étaient envisagées :
1. l'opération Funnel, une attaque au nord du 70° lat nord (Altafjord) ;
2. l'opération Empirek, une attaque sur Narvik (entre 67° et 69°) ;
3. l'opération Force, une attaque sur Trondheim (entre 63° et 65°).

La variante devait être choisie au dernier moment en fonction de la localisation de la flotte nazie le 20 septembre.
Au total, six sous-marins ordinaires devaient remorquer les six sous-marins X :
- sous-marin Thrasher, commandé par A. E. Hezlett, remorque le X-5. Équipage du X5 pour la traversée : J. H. Terry Lloyd, B.W. Élément, N. Garrity. Équipage du X5 pour l'attaque : H. Henty-Creer, T. J. Nelson, D. J. Malcolm, R. J. Mortiboys ;
- sous-marin Truculent, commandé par R.L Alexander, remorque le X-6, surnommé Piker. Équipage du X6 pour la traversée : A. Wilson, J.J MacGregor, W. Oxley. Équipage du X6 pour l'attaque : D. Cameron, J.T. Lorimer, R.H.Kendall, E. Goddard ;
- sous-marin Stubborn, commandé par A.A. Duff, remorque le X-7, surnommé Pdinichthys. Équipage du X7 pour la traversée : P.H. Philip, J. Magennis, F. Luck. Équipage du X7 pour l'attaque : G. Place, C. Whittam, R. Aitken, M. Whitley ;
- sous-marin Seanymph, commandé par J.P.H. Oakley, remorque le X-8. Équipage du X8 pour la traversée : J. Smart, W.H. Pomeroy, G. Robinson. Équipage du X8 pour l'attaque : M. MacFarlane, Y. Marsden, R.X. Hindmarsh, J.B. Murray ;
- sous-marin Syrtis, commandé par M.H. Jupp, remorque le X-9. Équipage du X9 pour la traversée : E. Kearon, A.H. Harte, G.H. Hollis. Équipage du X9 pour l'attaque : L. Martin, M. Shean, J. Brooks, V. Coles ;
- sous-marin Sceptre, commandé par J.P.H. Oakley, remorque le X-10, surnommé Excalibur. Équipage du X10 pour la traversée : E.V. Page, J. Fishleigh, A. Brookes. Équipage du X10 pour l'attaque : R. hudspeth, E.V. Enzer, G.G. Harding, L. Tilley.

Le jour J étant fixé au 20 septembre, les sous-marins devaient appareiller les 11 et 12 septembre. Le 10, une reconnaissance, confirmée par des résistants norvégiens, signale le Tirpitz et le Scharnhorst au mouillage au fond de l'Altafjord, exactement au Kåfjord. Les X5, 6 et 7 doivent attaquer le Tirpitz, le X8 le Lützow, les X9 et 10 le Scharnhorst.
La traversée est effectuée avec seulement trois marins dans les sous-marins X. Ceux-ci seront durement éprouvés par ce voyage : non seulement les navires connaissent des avaries à répétitions, mais, en plus, les câbles se détachent à plusieurs reprises. Le X8 perd le Seanymph le 15 à 4 h du matin.
Le X7 perd le Stubborn à 15 h 30. À 16 h 30, le X8 trouve le Stubborn occupé à reprendre le X7. Suivant le Stubborn à petite vitesse (le sous-marin ne peut prendre deux remorques) vers un lieu de rendez-vous avec le Seanymph, le X8 disparaît à nouveau. Il est finalement retrouvé par le Seanymph à 19 h. Le 16 septembre, entre 1 h 45 et 3 h, la remorque du X9 casse. Le Syrtis ne s'en aperçoit pas et perd le X9. Il ne sera jamais retrouvé.
Toujours le 16, une voie d'eau apparaît sur la charge tribord du X8. Celle-ci est larguée après avoir été réglée sur « sécurité ». Elle explose pourtant a environ 900 m du X8. Si celui-ci survit, sa charge bâbord est percée et prend l'eau. Elle est larguée après avoir réglé le compte à rebours à 2 h. L'explosion, très violente, endommage sérieusement le X8 pourtant éloigné. Le 17, il ne reste plus que cinq sous-marins X, dont un sans munitions et assez gravement avarié. Le 18, plus rien ne fonctionne sur le X8. Il est sabordé et coulé à 3 h 45, par 71°41'5 N, 18°11'E
Enfin, arrivés au positions définies, les équipages de convoyage sont relevés par les équipages d'attaque le 19. Les X5, X6, X7 et X10 partent à l'attaque le 20 septembre 1943.
Le X5 disparaît corps et biens lors de l'attaque du Tirpitz (on suppose qu'il a été coulé par un tir du Tirpitz). Une charge explosive latérale appartenant peut-être au X5 a été repêchée en 2004, à peu de distance de l'ancrage du Tirpitz.
Après maintes difficultés, notamment avec les filets de protection, les X6 (Basil Place) et X7 (Donald Cameron) parvinrent à déposer leurs charges sous le cuirassé. Incapables de s'échapper, ils durent faire surface, furent mitraillés et les six hommes d'équipage furent capturés. Le commandant du Tirpitz tenta de déplacer son navire mais le délai de mise en pression des chaudières était tel que les charges sautèrent avant : le Tirpitz embarqua 1 400 tonnes d'eau, sans couler grâce aux cloisons étanches, mais il perdit un nombre considérable de machines et d'équipement, en particulier les roulements de pivot de la tourelle arrière.
Le X10 aurait dû attaquer le croiseur de bataille Scharnhorst mais ce navire avait quitté son mouillage pour un exercice de tir. Qui plus est, le X10 connut des avaries mécaniques et dut rebrousser chemin. Il rentra en Angleterre à la remorque de son sous-marin, le HMS Sceptre.
Au total, et pour le prix d'une dizaine de morts et de six prisonniers, la Royal Navy bénéficia d'une bonne période de tranquillité : le Tirpitz, laborieusement réparé sur place (la Norvège ne disposait d'aucune cale sèche adaptée et le retour à Kiel aurait été suicidaire) resta indisponible jusqu'en avril 1944 et les réparations ne lui rendirent pas toutes ses capacités opérationnelles. Il devait finalement être coulé par la RAF à l'aide de monstrueuses bombes de six tonnes (les tallboys) portées par des bombardiers Avro Lancaster spécialement modifiés, venus de l'aérodrome de Yagodnik en Union Soviétique.

## Au cinéma
Un film britannique réalisé en 1955, intitulé "Above us the waves" (Titre en V.F. Opération Tirpitz) relate les deux opérations successive (Title et Source) en prenant quelques libertés avec la réalité historique (Le chalutier Arthur est rebaptisé du nom plus engageant d'Ingeborg et l'opération des X craft compte trois sous-marins de poche dans le film alors qu'en fait il y en eut six dont quatre malchanceux). Il s'agit d'un docu-fiction avant la lettre, en noir et blanc, sans l'emphase des productions d'Hollywood. Cette production menée avec le concours de la Royal Navy et les conseils des protagonistes réels restitue assez bien les conditions humaines et techniques réelles de ce raid audacieux. Le réalisateur est Ralph Thomas et les acteurs principaux John Gregson et Donald Sinden.